# Luan Cândido
Luan Cândido, né le 2 février 2001 à Ubá, est un footballeur brésilien qui évolue au poste de arrière gauche au Grêmio Porto Alegre, en prêt du RB Bragantino.

## Biographie
Né à Ubá, dans l'état du Minas Gerais, Cândido rejoint l'académie de Palmeiras à l'âge de 15 ans.

### Carrière en club
Vu comme une grande promesse du football brésilien dès son adolescence — aux côtés de joueurs comme Rodrygo — il est annoncé dans plusieurs grands clubs européens alors qu'il intègre régulièrement l'équipe première du Palmeiras de Luiz Felipe Scolari fin 2018.
Mais alors qu'il n'a pas encore fait ses débuts avec le club de São Paulo, il est transféré à l'été 2019, au RB Leipzig,,.
Après avoir joué en UEFA Youth League avec les moins de 19 ans du club allemand en 2019-2020, Luan Cândido est prêté au RB Bragantino qui appartient au même groupe autrichien que le RBL début 2020.
Jouant initialement peu dans une saison marquée par la pandémie de Covid-19, le jeune latéral se fait une place dans l'effectif la saison suivante, jouant régulièrement en Série A,.

### Carrière en sélection
International brésilien dans toutes les catégories de jeunes, des moins de 17 au moins de 20 ans, il participe notamment à la Coupe du monde des moins de 17 ans 2017 et au championnat sud-américain des moins de 20 ans en 2019.
Lors de la Coupe du monde junior organisée en Inde, il joue trois matchs. Le Brésil se classe troisième du mondial, en battant le Mali lors de la « petite finale ».
Lors du championnat sud-américain junior qui se déroule au Chili, il prend part à cinq matchs. Il se met en évidence en inscrivant un but contre l'Uruguay.

## Style de jeu
Arrière gauche qui brille par sa vitesse et son activité, il possède une bonne technique. Capable de tir puissant et spectaculaires de l'extérieur de la surface, il est capable d'évoluer sur les deux côtés de la défense et a même évolué comme ailier en équipe de jeune. Comparé à Layvin Kurzawa, il est également vu dans sa jeunesse comme un héritier de Marcelo, idole brésilienne à son poste.

## Statistiques
| Saison                | Club                  | Championnat           | Championnat | Championnat | Championnat | Coupe(s) nationale(s) | Coupe(s) nationale(s) | Coupe(s) nationale(s) | Compétition(s) continentale(s) | Compétition(s) continentale(s) | Compétition(s) continentale(s) | Compétition(s) continentale(s) | Ligue régionale | Ligue régionale | Ligue régionale | Total | Total | Total |
| Saison                | Club                  | Division              | M.          | B.          | P.d.        | M.                    | B.                    | P.d.                  | Comp.                          | M.                             | B.                             | P.d.                           | M.              | B.              | P.d.            | M.    | B.    | P.d.  |
| 2020                  | RB Bragantino (prêt)  | Série A               | 11          | 1           | 0           | 1                     | 0                     | 0                     | -                              | -                              | -                              | -                              | 3               | 0               | 0               | 15    | 1     | 0     |
| 2021                  | RB Bragantino (prêt)  | Série A               | 18          | 3           | 0           | 4                     | 0                     | 0                     | CS                             | 6                              | 0                              | 1                              | 4               | 0               | 0               | 32    | 3     | 1     |
| 2022                  | RB Bragantino         | Série A               | 26          | 7           | 2           | 2                     | 1                     | 0                     | CS                             | 4                              | 0                              | 0                              | 12              | 1               | 1               | 44    | 9     | 3     |
| Total sur la carrière | Total sur la carrière | Total sur la carrière | 55          | 11          | 2           | 7                     | 1                     | 0                     | -                              | 10                             | 0                              | 1                              | 19              | 1               | 1               | 91    | 13    | 4     |